# Figi ai Giochi della XIX Olimpiade
Le Figi parteciparono ai Giochi della XIX Olimpiade che si sono svolti a Città del Messico dal 12 al 27 ottobre 1968, con una delegazione di un solo atleta impegnato nella gara del lancio del giavellotto. Fu la terza partecipazione di questo paese ai Giochi. Non fu conquistata nessuna medaglia.